# Vandalur
Vandalur è una suddivisione dell'India, classificata come census town, di 13.311 abitanti, situata nel distretto di Kanchipuram, nello stato federato del Tamil Nadu. In base al numero di abitanti la città rientra nella classe IV (da 10.000 a 19.999 persone).

## Geografia fisica
La città è situata a 12° 53' 34 N e 80° 4' 51 E e ha un'altitudine di 49 m s.l.m..

## Società

### Evoluzione demografica
Al censimento del 2001 la popolazione di Vandalur assommava a 13.311 persone, delle quali 7.128 maschi e 6.183 femmine. I bambini di età inferiore o uguale ai sei anni assommavano a 1.408, dei quali 746 maschi e 662 femmine. Infine, coloro che erano in grado di saper almeno leggere e scrivere erano 10.517, dei quali 6.040 maschi e 4.477 femmine.